# Vladimir Semenets
Vladimir Semenets (n. 9 ianuarie 1950, Volsk, RSFS Rusă, URSS) este un ciclist de performanță ce a reprezentat Uniunea Republicilor Sovietice Socialiste, medaliat olimpic. A participat la o ediție a Jocurilor Olimpice (1972) în care a câștigat o medalie de aur.

## Participări
Lista de mai jos prezintă principalele competiții la care a participat Vladimir Semenets de-a lungul carierei.
- Olympische Sommerspiele 1972/Radsport – Tandem (Männer)[*]